# 道傳愛子
道傳 愛子（どうでん あいこ、1965年6月3日 - ）は、NHK国際報道局チーフプロデューサー兼解説委員
、元アナウンサー。文部科学省日本ユネスコ国内委員会副会長。

## 来歴
東京都文京区小石川出身。国際基督教大学高等学校、上智大学外国語学部英語学科卒業後、1988年4月入局。
アナウンサー職として総合テレビのメインニュース番組を担当し、新人時代に担当した『サンデースポーツ』では、NHK初の女性スポーツキャスターとして扱われた。1994年8月からアメリカ合衆国ニューヨークに派遣されコロンビア大学大学院に留学し、ジャーナリズムを専攻。1996年、同大学大学院にて国際法・国際政治専攻修士号取得。2000年6月7日付人事にて、バンコク支局へ異動。局としては初めての「アナウンサー特派員」として2年間駐在。2004年に帰国し、アナウンサー室に復帰。チーフアナウンサーとしてBSの番組を担当。2007年6月の人事にて、解説委員室に異動。バンコク支局に駐在していたため、東南アジアおよび途上国の開発の課題担当の解説委員となる。また、アナウンサー職をしていたため、チーフプロデューサーではあるが、NHKワールドTVの番組キャスターを担当。
また、日本国際政治学会、英国国際戦略研究所の会員でもあり、2005年11月には第2回国連世界情報社会サミット日本政府親善大使を務めた。2017年から文部科学省日本ユネスコ国内委員会委員。2023年文部科学省日本ユネスコ国内委員会副会長。

## エピソード
- 姓「道傳」の「傳（伝）」は本人の意思により、旧字体の「傳」を使っている。旧字体の「傳」は中学時代から使い始め、はじめは書くのに時間がかかって困って泣いていたが、長く書いているうちに慣れてきて、速く書けるようになった。中学校から大学までは姓の「道傳」の「傳」はその時によって、旧字体（傳）と新字体（伝）を使い分けていた。NHKに入局してからは新字体の「伝」を使わなくなる。30代後半頃からは中学校時代の友達にも堂々と姓の「傳」は旧字体を使っているということを言えるまでになった。
- 学生時代は剣道をたしなみ、剣道四段である。『サンデースポーツ』時代の番組の企画や『ミッドナイトジャーナル』の第1回でも剣道着姿を披露し、模範演武も行ったことがある。
- 小学生時代、銀行員であった父親の仕事の都合上、6年間イギリス・ロンドンに居住していたため[10]、留学経験あり、国連英検特A級を取得。また、着衣水泳の経験があったため『くらし☆解説』の番組内で解説し、アナウンサー時代の新人時に番組で披露した経験もある[11]。
- バンコク支局への異動については、道傳が局内メールにて大手新聞社記者との不倫が流布され、結果的に左遷という形となった[12]。
- 1998年長野オリンピック開会式の総合司会を元NHK記者・ニュースキャスター・1991年東京都知事選挙候補で当時パリ日本文化会館館長だった磯村尚徳とともに務めた。磯村はフランス語、道傳は英語も担当した。

## 出演番組

### 現在
- NEWS ROOM TOKYO（NHK WORLD TV）- 2017年6月12日 - キャスター※メインキャスターであった別府正一郎の代理から、別府の解説委員室異動に伴いキャスターを担当
- NHK NEWSLINE 「Eye On ASIA」- セグメントアンカー

### 過去出演番組
- サンデースポーツ - 1988年10月 - 1990年3月
- ミッドナイトジャーナル - 1990年4月 - 1993年3月
- ワールドステーション22 - 1993年4月 - 1994年8月
- NHKニュースおはよう日本6時台 - 1997年4月 - 1999年3月
- 長野冬季オリンピック「開会式」 - 1998年2月
- NHKニュース9 - 1999年4月 - 2000年3月
- よみがえるNHK特派員報告（NHKBS1） - 2003年3月18日 - 21日
- NHK海外ネットワーク - 2003年4月 - 2007年9月※解説委員就任後も秋の改編まで担当
- アジアクロスロード（アジアを読む）
- 時論公論※解説委員としての解説
- スタジオパークからこんにちは（暮らしの中のニュース解説）※解説委員としての解説
- NHKニュースおはよう日本（ここに注目!、）※解説委員としての解説
- くらし☆解説※解説委員としての解説
- 地球特派員（ナレーション）
- ASIAN VOICES（NHK WORLD TV）- 2008年11月 - キャスター

## 著作

### 訳書
- イアン・ベィン、松尾 弌之『世界の自然環境シリーズ―帝国書院ジュニア地理 (1)』1988年。
- マララ・ユスフザイ、パトリシア・マコーミック『マララ 教育のために立ち上がり、世界を変えた少女』2014年。